# Фосфид димеди
Фосфид димеди — неорганическое соединение
металла меди и фосфора с формулой Cu2P,
коричневые кристаллы.

## Получение
- Восстановление ортофосфата меди углеродом при нагревании:

{\displaystyle {\mathsf {2Cu_{3}(PO_{4})_{2}+16C\ {\xrightarrow {T}}\ 3Cu_{2}P+P+16CO}}}

## Физические свойства
Фосфид димеди образует коричневые кристаллы.